# بريد الجنوب
بريد الجنوب (بالفرنسية: Courrier sud) هي رواية للكاتب الفرنسي أنطوان دو سانت إكزوبيري (1900-1944). هي الرواية الأولى التي كتبها أنطوان دو سانت إكزوبيري، نشرت في عام 1929 من طرف دار غاليمار. فبعد التشجيع الذي حضي به على اثر نشره لقصته القصيرة الأولى الطيار، كتب الكاتب روايته الأولى على أساس رحلاته الرائدة لخدمة البريد الجوي الفرنسي فهي وليدة تأملاته في عزلته في طرفاية في الصحراء المغربية، حيث عُيّن رئيساً لمهبط الطيران، ونابع من تجربته الخاصة ومن مآسي زملائه الذين سقط كثير منهم في تلك المغامرة.

## نشأة العمل[3]
بعد نشر قصته القصيرة L'Aviateur في عام 1926، استأنف سانت إكسوبيري ملاحظاته ورسم هذه الرواية الأولى. يروي، من مذكرات الطيران، ملحمة البريد إلى أمريكا الجنوبية عبرإسبانيا والمغرب وموريتانيا إلى داكار حيث يشرع هذا البريد على متن قارب للقارة الأخرى. نشرت في عام 1929 من قبل غاليمار، نشرت La Nouvelle Revue Française مقتطفات في N o 188 من مايو 1929.

## ملخص[3]
جاك بيرنيس طيار على خطوط لاتيكوير التي تنقل البريد من تولوز إلى الدار البيضاء وداكار. وحيدا ، لجأ إلى داخل مقصورته هربًا من الحياة الرتيبة التي سادت سنوات ما بعد الحرب. في أحد الأيام ، يلتقي بجنيفيف المتزوجة. ثم يقرر بيرنيس الخروج من شرنقته ، ويذهب معها في مغامرة ولكن الوجود الذي يقدمه لها لا يناسبها لذلك يعيدها إلى زوجها. الرواية مليئة بالشظايا المتشظية والمأساوية لهذا الحب.

## تحليل[3]
هو على حد سواء سيرة ذاتية حساب من طيارة و وثائقية غنائية من تأملاته على بطولة ووحدة, رفيقة مخلصة من الطيارة من الملاحة الجوية مبكرة. ويجب علينا أن نتذكر هذه البدايات بالفعل. الإنسان وحده في آلات مترددة لا يمكن الاعتماد عليها، وهو تحت رحمة العناصر التي غالبا ما تطلق العنان والتي كانت سلوكياتها غير معروفة، وكل ذلك بدون راديو، تحلق فوق الأراضي غير المضيافة، مع خرائط حيث كانت البقع البيضاء لا تزال لا تعد ولا تحصى، حيث يمكن أن يعني كل فشل الموت في هبوط فاشل أو ببندقية أو سيف رجال القبائل البدوية. سنجد في العمل هذا النمط الشعري والمجازي الذي أشار بالفعل في الطيار وهذا سيعرف النجاح الذي نعرفه في الأمير الصغير.

## غارة البريد الجنوبي[3]
- 1936: غارة البريد الجنوبي، فيلم فرنسي من إخراج بيير بيلون،مقتبس من الرواية المسماة، مع بيير ريتشارد ويلم وجاني هولت وتشارلز فانيل

## روابط خارجية
- بريد الجنوب على موقع الموسوعة البريطانية (الإنجليزية)